# Johann Deisenhofer
Johann Deisenhofer (30 septembre 1943 à Zusamaltheim, Allemagne) est un biochimiste allemand. Il est colauréat du prix Nobel de chimie de 1988 avec Robert Huber et Hartmut Michel « pour la détermination de la structure tridimensionnelle des centres réactifs photosynthétiques ».

## Biographie
En 1974, Deisenhofer obtint son doctorat de l’université technique de Munich pour des recherches effectuées à l’institut Max Planck de biochimie de Martinsried. Il continua à travailler à l’institut Max Planck jusqu’en 1988, année à laquelle il rejoint l’équipe scientifique de l'Institut médical Howard Hughes, à Dallas et est nommé professeur au Southwestern Medical Center de l’université du Texas.
Avec Michel et Huber, Deisenhofer détermina la structure tridimensionnelle de complexes protéiniques contenus dans certaines bactéries photosynthétiques. Ces complexes protéiniques membranaires, centres réactionnels photosynthétiques, étaient connus pour jouer un rôle crucial dans l’initiation d’un type simple de photosynthèse. Entre 1982 et 1985, ces trois scientifiques ont utilisé la radiocristallographie pour déterminer la position exacte de plus de 10 000 atomes constituant le complexe de protéines. Leur travail est un apport important dans la compréhension générale des mécanismes de photosynthèse et révèle des similitudes entre les procédés photosynthétiques des plantes et des bactéries.